# Aldeburg

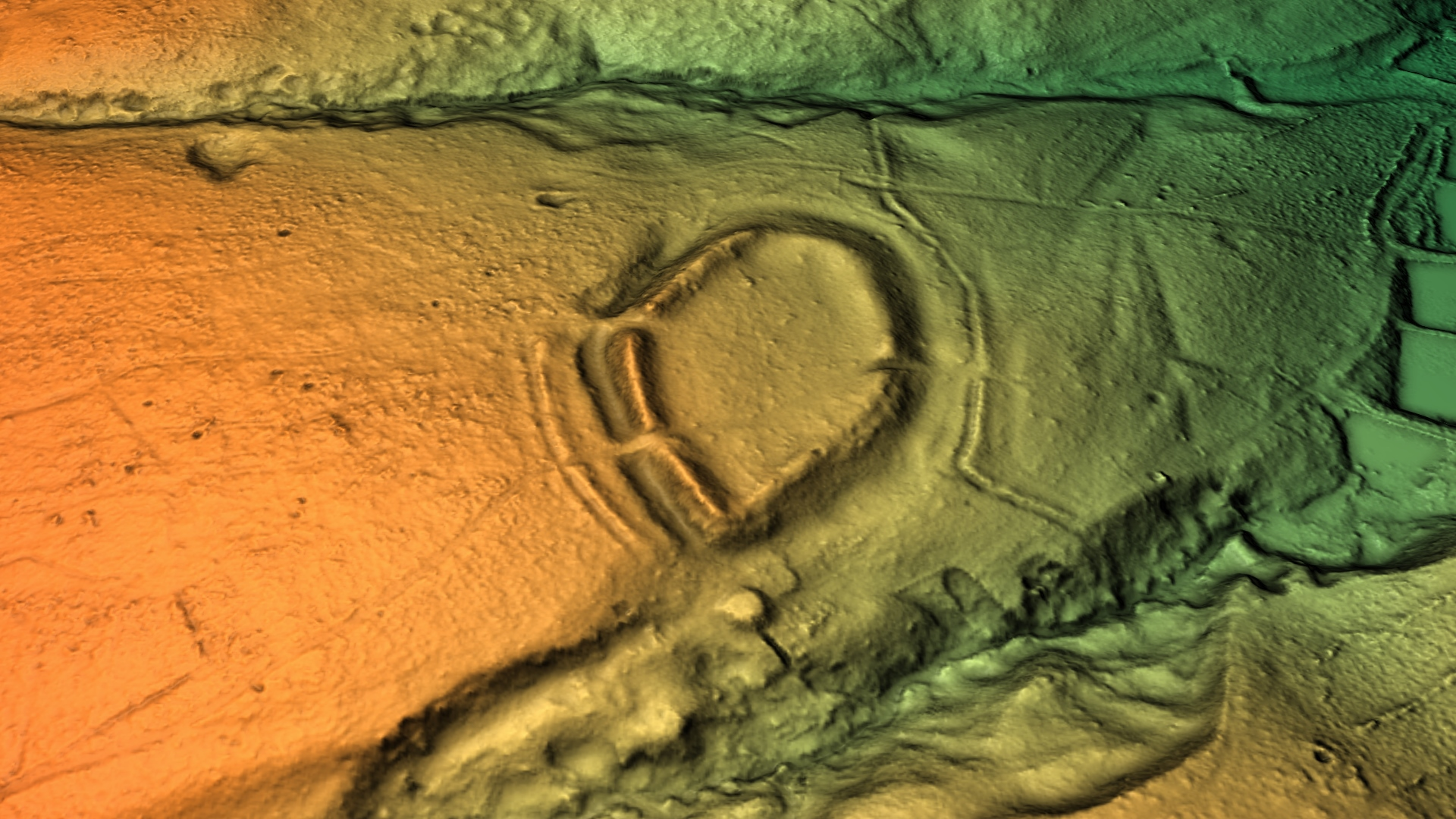
3D-Ansicht des digitalen Geländemodells

Die Aldeburg, auch Keltenring oder alte Burg und im Volksmund „de ahl burch“ genannt, ist eine abgegangene frühmittelalterliche Höhenburg (Ringwallanlage) in Hanglage auf 140 m ü. NHN etwa 450 Meter südwestlich der Kitzburger Mühle bei dem Bornheimer Stadtteil Walberberg im Rhein-Sieg-Kreis in Nordrhein-Westfalen.
Die Erdwallanlage wurde erstmals um 1530 im „Weisthum der Herrlichkeit Walberberg“ schriftlich erwähnt.
Der Burgstall der Aldeburg (lateinisch „altus“ – hochgelegen), versteckt in einem Buchenwald, zeigt im Norden einen 4 Meter hohen starken Wall mit vorgelegenem Graben, der in einem sumpfigen Wasserloch endet, sowie einen weiteren Vorwall mit Graben. Die 0,6 ha große ovale Anlage zählt zu den kleineren Ringwallanlagen und war vermutlich eine frühe Fluchtburg.

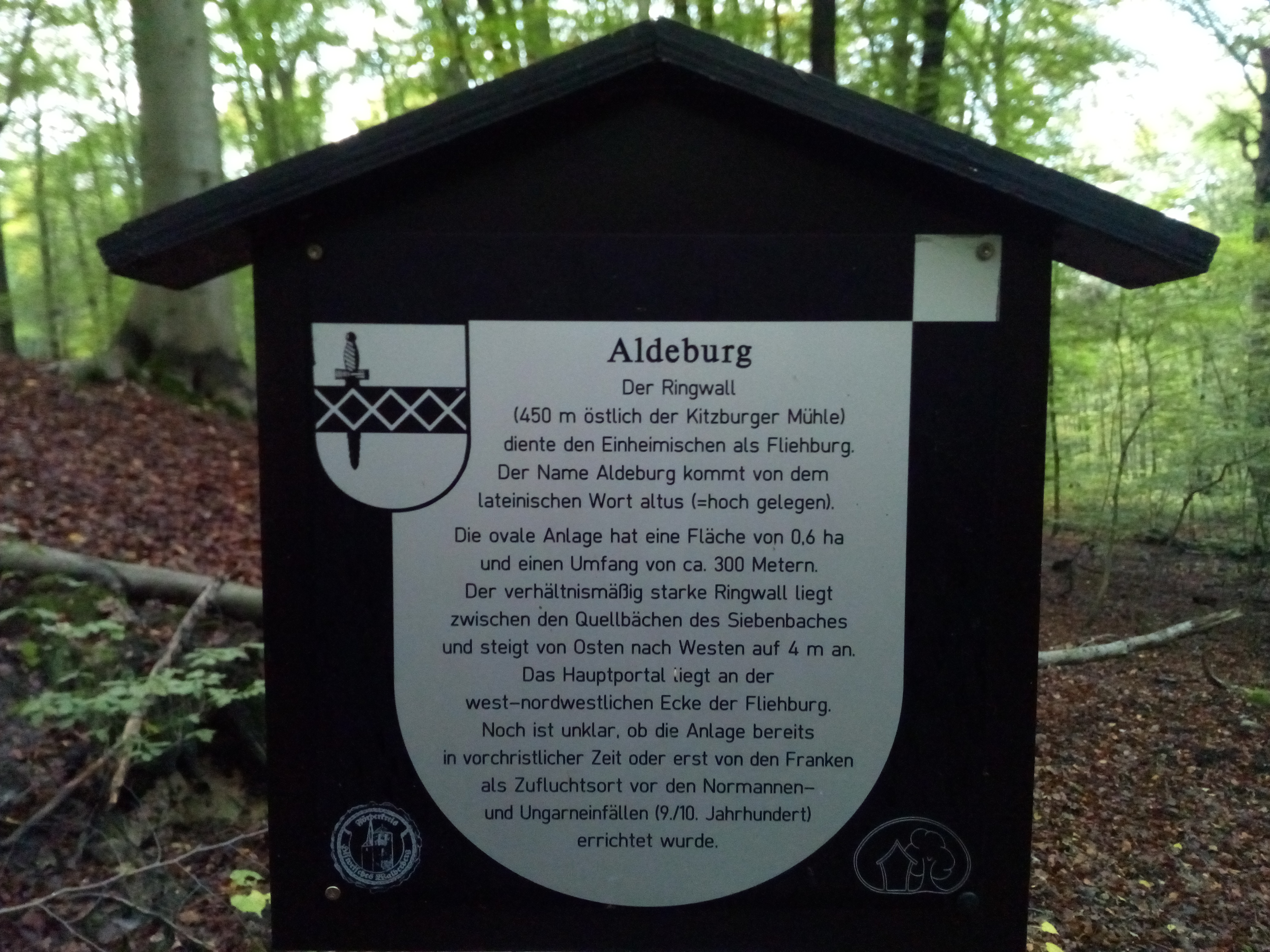
Hinweisschild außerhalb des Ringwalls

Siehe auch: Walberberg (Aldeburg)